# 라진선봉 경제특구
라진선봉 경제특구(羅津先鋒經濟特區)는 조선민주주의인민공화국에 위치한 경제특구이다. 1990년대 초에 조선민주주의인민공화국 정부가 외국인 투자를 통한 경제성장을 촉진을 위해 나선시 인근에 설립했다.

## 같이 보기
- 경제특구
- 조선민주주의인민공화국의 경제